# مقاطعة دامغان
مقاطعة دامغان (بالفارسية: شهرستان دامغان) هي مقاطعة تقع في إيران في سمنان. يقدر عدد سكانها بـ 81,993 نسمة .